# Il prode Raideen
Il prode Raideen (勇者ライディーン?, Yūsha Raidīn) è una serie anime di genere Mecha. Prodotto dalla Tohokushinsha, Asahi New Agency e Sunrise, venne trasmesso dal canale NET (ora TV Asahi) dal 4 aprile 1975 al 26 marzo 1976 per un totale di 50 episodi. Il titolo internazionale ufficiale è Raideen the Brave. Prima serie mecha di Yoshiuki Tomino, creatore della serie Mobile Suit Gundam. In Italia l'anime è rimasto inedito fino al 2017, anno di pubblicazione della serie in due box DVD da parte di Yamato Video.

## Trama
Dopo un letargo durato migliaia di anni, l'impero dei demoni Yoma si risveglia e inizia una invasione per impadronirsi della Terra. Raideen, il robot gigante protettore della civiltà Mu, sente la loro presenza e si risveglia all'interno di una piramide. Un giovane ragazzo di nome Akira Hibiki viene avvertito della minaccia dell'impero dei demoni da una misteriosa voce e entra nella piramide. Akira entra dentro il robot passando sopra una rampa e incastrandosi nella testa di Raideen con la sua moto e ne assume il controllo in una cabina di pilotaggio. Akira è aiutato da Mari Sakurano, la figlia di un famoso scienziato, e dai suoi amici del club di Calcio. A metà serie, il signore dell'impero dei demoni Yoma, Barao, viene liberato dalla sua prigionia ed è determinato a concludere ciò che ha iniziato secoli fa. Nel corso della serie viene rivelato che Akira è un discendente del popolo di Mu e che dovrà aiutare Raideen a salvare la Terra.

## Personaggi
- Akira Hibiki (ひびき 洸)

Doppiato da: Akira Kamiya (ed. giapponese), Riccardo Sarti (ed. italiana)
- Mari Sakurano

Doppiata da: Makoto Kousaka, Kiyoko Shibata (ed. giapponese), Francesca Grisenti (ed. italiana)
- Tarou Sarumaru

Doppiato da: Ikuo Nishikawa (ed. giapponese), Francesco Rovatti (ed. italiana)
- Dan Araiso

Doppiato da: Keisuke Yamashita (ed. giapponese), Roberto Giovenco (ed. italiana)
- Reiko Hibiki, Lemuria

Doppiata da: Misako Hibino (ed. giapponese), Luana Congedo (ed. italiana)
- Kyuuzou Hibiki

Doppiato da: Kohei Miyauchi (ed. giapponese), Antonio Zanoletti (ed. italiana)
- Ichirou Ibiki

Doppiato da: Ichiro Murakoshi (ed. giapponese), Renzo Ferrini (ed. italiana)
- Riki Jinguuji

Doppiato da: Makio Inoue (ed. giapponese), Davide Pedrini (ed. italiana)
- Nosuke (Shinnosuke)

Doppiata da: Komiya Kazue (ed. giapponese), Francesca Consalvi (ed. italiana)
- Tobishun

Doppiata da: Hiroko Maruyama (ed. giapponese), Elina Nanna (ed. italiana)
- Koppe

Doppiata da: Takago Sasuga (ed. giapponese), Francesca Grisenti (ed. italiana)
- Ponta

Doppiata da: Yoneko Matsukane (ed. giapponese), Francesca Consalvi (ed. italiana)
- Acchan

Doppiata da: Yoneko Matsukane (ed. giapponese), Jessica Grossule (ed. italiana)
- Rei Asuka

Doppiata da: Kotoe Taichi (ed. giapponese), Elena Voli (ed. italiana)
- Daisaburou Higashiyama

Doppiato da: Shojiro Kihara (ed. giapponese), Massimo Antonio Rossi (ed. italiana)
- Principe Sharkin

Doppiato da: Osamu Ichikawa (ed. giapponese), Stefano Zanelli (ed. italiana)
- Velostan

Doppiato da: Kaneta Kimotsuki (ed. giapponese), Riccardo Rovatti (ed. italiana)
- Agyarl

Doppiato da: Taro Sagami (ed. giapponese), Pietro Ubaldi (ed. italiana)
- Barao

Doppiato da: Junpei Takiguchi (ed. giapponese), Domenico Brioschi (ed. italiana)
- Daldan

Doppiato da: Tatsuyuki Jinnai (ed. giapponese), Davide Pedrini (ed. italiana)
- Kyoretsu Gourai

Doppiato da: Seizo Katou (ed. giapponese), Paolo Rossini (ed. italiana)
- Kyoretsu Gekido

Doppiato da: Shozo Iizuka (ed. giapponese), Massimo Corengia (ed. italiana)
- Ra Mu

Doppiato da: Gianluca Tusco (ed. italiana)

## Il mecha

### Raideen
- Altezza: 50 metri.
- Peso: 350 tonnellate.
- Armatura: Mutronium.
- Fonte di energia: Pyramid Power generato dalla stella di Ra Mu.

### Armi (versione originale e italianizzata)
- God Missiles (missili alati): Missili a forma di uccelli che vengono lanciati dall'addome.
- God Block (scudo mistico): Uno scudo retrattile sul braccio destro.
- God Block - Spin (scudo mistico - attacco lacerante): variante del precedente. lo scudo effettua una rotazione ed estrae delle lame
- God Block - Big Spin (scudo mistico - vortice): altra variante del god block /scudo mistico
- God Breaker (spada divina): Una spada nascosta nel God Block.
- God Boomerang (boomerang supremo): Un boomerang tagliente tenuto nel braccio destro.
- God Bowgun (arco divino): Frecce a forma di arpioni lanciate con un arco tenuto nel polso sinistro. Queste frecce vengono imbevute con dell'energia che fa esplodere il bersaglio. Talvolta viene lanciata una moltitudine di frecce alla volta, con un attacco chiamato God Bowgun Tabane Uchi Da (Fascio di frecce).
- Aura Shock: Una scarica elettrica lanciata dalle dita.
- God Alpha (Illuminazione suprema): Un campo di energia che scaglia via l'avversario.
- God Pressure (scarica dirompente): Un raggio sparato dalla fronte.
- God Voice (mantra divino): Sul petto di Raideen compaiono degli amplificatori e Akira grida  God Ra Mu (Potere di Ra Mu nella versione "italianizzata") , facendo lanciare dagli amplificatori degli anelli di energia sonica che distruggono l'avversario a livello molecolare. Però questo attacco ha delle gravi ripercussioni su Akira.

### God Bird (Aquila Divina)
Raideen si trasforma in un jet dall'aspetto simile a un'aquila dotato con delle proprie armi.
- Ramming: Il God Bird si scontra con l'avversario a velocità super sonica.
- Esper Burn (fiamme psichiche): Raggi energetici sparati dagli occhi del God Bird.
- God Bird Claw Attack (Aquila Divina, morsa letale): Gli artigli del God Bird.
- God Thunder (scarica disintegratrice): Attira dei fulmini dal cielo per poi lanciarli contro l'avversario.
- Head Cutter: La testa del God Bird si separa dal corpo, rivelando una grande lama.

## Episodi
| Nº | Titolo italiano Giapponese 「Kanji」 - Rōmaji                                                                                        | Prima visione     | Prima visione  |
| Nº | Titolo italiano Giapponese 「Kanji」 - Rōmaji                                                                                        | Giapponese        | Italiano       |
| 1  | Gante, il maestoso demone drago 「大魔竜ガンテ」 - Dai ma ryū gante                                                                  | 4 aprile 1975     | 29 giugno 2017 |
| 2  | Bastodon, la gigantesca bestia fossile 「化石巨獣バストドン」 - Kaseki kyojū basutodon                                               | 11 aprile 1975    | 29 giugno 2017 |
| 3  | Garda, la bestia d'acciaio 「鋼鉄獣ガーダ」 - Kōtetsu-jū gāda                                                                        | 18 aprile 1975    | 29 giugno 2017 |
| 4  | Il gigantesco Madon e la distruzione di Tokyo 「大マドン東京全滅」 - Dai madon Tōkyō zenmetsu                                        | 25 aprile 1975    | 29 giugno 2017 |
| 5  | Attacco devastante! Biira, la bestia ultrasonica 「強襲!超音獣ビイラ」 - Kyōshū! Chō-on-jū biira                                     | 2 maggio 1975     | 29 giugno 2017 |
| 6  | Salvataggio! Ostaggi della Tartaruga Gigante 「奪回!巨大トータスの人質」 - Dakkai! Kyodai tōtasu no hitojichi                        | 9 maggio 1975     | 29 giugno 2017 |
| 7  | Distruggi Skarl, la bestia scomponibile! 「分裂獣スカールを砕け!」 - Bunretsu-jū sukāru o kudake!                                    | 16 maggio 1975    | 29 giugno 2017 |
| 8  | Contrattacco! Shiva, la bestia demoniaca bicefala 「逆襲!双頭魔獣シバ」 - Gyakushū! Sōtō majū shiba                                  | 23 maggio 1975    | 29 giugno 2017 |
| 9  | Terrore! L'operazione glaciale di Manmou! 「恐怖!マンモーの冷凍作戦」 - Kyōfu! Manmō no reitō sakusen                                | 30 maggio 1975    | 29 giugno 2017 |
| 10 | Resa dei conti! L'Amore dell'uomo fossile Jagar 「対決!化石人ジャガーの恋」 - Taiketsu! Kaseki hito jagā no koi                      | 6 giugno 1975     | 29 giugno 2017 |
| 11 | La congiura di Gildeen l'assassino 「殺し屋ギルディーンの陰謀」 - Koroshi-ya girudīn no inbō                                         | 13 giugno 1975    | 29 giugno 2017 |
| 12 | Il feroce attacco di Algandos, la bestia Palla di Fuoco 「火球獣アルガンドスの痛撃」 - Kakyū-jū arugandosu no tsūgeki                | 20 giugno 1975    | 29 giugno 2017 |
| 13 | L'amore di Shuraga, la bella e misteriosa fanciulla 「妖変美女シュラガの愛」 - Yōhen bijo shuraga no ai                              | 27 giugno 1975    | 29 giugno 2017 |
| 14 | La Caverna di Darkul, la Bestia Demone delle Tenebre 「暗闇魔獣ダアクルの洞窟」 - Kurayami majū daakuru no dōkutsu                   | 4 luglio 1975     | 29 giugno 2017 |
| 15 | La Vendetta di Dian, la Bestia Demone Diamante 「宝石魔獣ダイヤンの復讐」 - Hōseki majū daiya n no fukushū                           | 11 luglio 1975    | 29 giugno 2017 |
| 16 | L'Attacco Infernale di Drosden, il Drago Marino 「海竜ドローズデンの地獄攻め」 - Kairyū dorōzuden no jigoku-zeme                     | 18 luglio 1975    | 29 giugno 2017 |
| 17 | Le Sferzate Demoniache di Golemon l'Immortale 「不死身ゴーレモンの悪魔裂き」 - Fujimi gōremon no akuma saki                          | 25 luglio 1975    | 29 giugno 2017 |
| 18 | Eroismo! La Scossa Mortale di Agyarll 「壮烈!アギャール必殺の電撃」 - Sōretsu! Agyāru hissatsu no dengeki                            | 1º agosto 1975    | 29 giugno 2017 |
| 19 | Il Ruggito della Forza Demoniaca di Gonger, la Bestia Gigante 「巨獣ゴンガー魔腕の唸り」 - Kyojū gongā ma ude no unari               | 8 agosto 1975     | 29 giugno 2017 |
| 20 | Crudeltà! Il Demone Ammiraglio Daldan 「残忍!悪魔提督ダルダン」 - Zan'nin! Akuma teitoku darudan                                     | 15 agosto 1975    | 29 giugno 2017 |
| 21 | Attacco Devastante! La Trappola della Bestia Alata Muchiru 「強撃!翼獣ムチールの罠」 - Tsuyo 撃 ! Tsubasa - jū muchīru no wana       | 22 agosto 1975    | 29 giugno 2017 |
| 22 | Attacco Incessante! Gli Artigli del Demone Uccello Condorun 「乱撃!魔鳥コンドルンの爪」 - Ran 撃 ! Ma tori kondorun no tsume         | 29 agosto 1975    | 29 giugno 2017 |
| 23 | Le Lame Demoniache di Kamagira e l'Attacco Tonante di Moguron 「妖刀鎌ギラーと轟撃モグロン」 - Yōtō kama girā to Todoroki 撃 Moguron | 5 settembre 1975  | 29 giugno 2017 |
| 24 | Il Mostruoso Attacco dei Kibango, i Demoni Bestia Alterego 「分身魔獣キバンゴの怪拳!」 - Bunshin majū kibango no kai ken!            | 12 settembre 1975 | 29 giugno 2017 |
| 25 | La Fiamma della Bestia Incandescente Modoros 「灼熱獣モドロスの炎」 - Shakunetsu-jū modorosu no honō                                 | 19 settembre 1975 | 29 giugno 2017 |
| 26 | Il Grande Assalto Infernale del Demone Bestia Gamelen 「妖獣ガメレーン地獄の大進撃」 - Yōjū gamerēn jigoku no dai shingeki           | 26 settembre 1975 | 29 giugno 2017 |
| 27 | La Battaglia del Demone Sharkin 「シャーキン悪魔の闘い」 - Shākin akuma no tatakai                                                   | 3 ottobre 1975    | 29 giugno 2017 |
| 28 | La Furia delle Belve Infernali! 「地獄の巨烈獣大あばれ!」 - Jigoku no 巨烈-Jū dai abare!                                             | 10 ottobre 1975   | 29 giugno 2017 |
| 29 | Distruggi Lesar, la Belva dai Sette Occhi! 「七つ目獣レーザルを叩け」 - Nanatsu-me-jū rēzaru o hatake                                | 17 ottobre 1975   | 29 giugno 2017 |
| 30 | La Mostruosa Potenza di Ganmer, il Frantuma Crani 「怪力ガンマー脳天つぶし」 - Kairiki ganmā nōten tsubushi                          | 24 ottobre 1975   | 29 giugno 2017 |
| 31 | Il Terrificante Lancio a Testa in Giù di Tetsudan 「恐怖のテツダンさかさ落とし」 - Kyōfu no tetsudan sakasa otoshi                   | 31 ottobre 1975   | 29 giugno 2017 |
| 32 | Draiger, Operazione Frantuma Cuore 「ドライガー心臓破り作戦」 - Doraigā shinzō yaburi sakusen                                        | 7 novembre 1975   | 29 giugno 2017 |
| 33 | La Belva Devastatrice e il Segreto degli Undici 「破壊魔獣11の秘密」 - Hakai majū 11 no himitsu                                      | 14 novembre 1975  | 29 giugno 2017 |
| 34 | La Misteriosa Arma Segreta di Galjer 「ガルジャー謎の秘密兵器」 - Garujā nazo no himitsu heiki                                       | 21 novembre 1975  | 29 giugno 2017 |
| 35 | Le Fiamme del Drago Incandescente Salamander 「熱火竜サラマンダーの炎」 - Netsu hiryū saramandā no honō                              | 28 novembre 1975  | 29 giugno 2017 |
| 36 | L'Arciere Infernale Madanger 「地獄の射手マダンガー」 - Jigoku no ite madangā                                                        | 5 dicembre 1975   | 29 giugno 2017 |
| 37 | Zaikron, Attacco al Gran Prix 「ザイクロン激突カーレース」 - Zaikuron gekitotsu kārēsu                                               | 12 dicembre 1975  | 29 giugno 2017 |
| 38 | Distruggi Dangs, la Bestia Demoniaca Autorigenerante! 「再生魔獣ダングスを砕け!」 - Saisei majū dangusu o kudake!                    | 19 dicembre 1975  | 29 giugno 2017 |
| 39 | Gli Artigli della Bestia Uccello Malefica Gigarl 「怪鳥獣ギガールの爪」 - Kaichō-jū gigāru no tsume                                  | 26 dicembre 1975  | 29 giugno 2017 |
| 40 | Jet Cross, il Demone Assassino Oscuro 「黒い殺人鬼ジェットクロス」 - Kuroi satsujinki jettokurosu                                    | 2 gennaio 1976    | 29 giugno 2017 |
| 41 | La Trappola della Possente Belva Combinata Gardon 「強力合体獣ガードンの罠」 - Kyōryoku gattaijū gādon no wana                       | 16 gennaio 1976   | 29 giugno 2017 |
| 42 | Sand Killer, la Terrificante Tempesta di Sabbia 「サンドキラー恐怖の砂嵐」 - Sandokirā kyōfu no sunaarashi                           | 23 gennaio 1976   | 29 giugno 2017 |
| 43 | Shargon, la Belva Assassina Combinata 「殺し屋合体獣シャーゴン」 - Koroshi-ya gattaijū shāgon                                        | 30 gennaio 1976   | 29 giugno 2017 |
| 44 | L'attacco Incandescente di Kibagarda 「キバガーダ猛火攻め」 - Kibagāda mō hizeme                                                     | 6 febbraio 1976   | 29 giugno 2017 |
| 45 | Il Dio della Morte Gilmolar e la Forbice Demoniaca 「死神ギルモラー悪魔ばさみ」 - Shinigami girumorā akumaba sa mi                   | 20 febbraio 1976  | 29 giugno 2017 |
| 46 | Il Patibolo Demoniaco di Gabilorn 「ガビローン魔の死刑台」 - Gabirōn ma no shikei-dai                                                | 27 febbraio 1976  | 29 giugno 2017 |
| 47 | Il Grido Infernale di Furia Gekido 「激怒巨烈地獄の叫び」 - Gekidokyoretsu jigoku no sakebi                                          | 5 marzo 1976      | 29 giugno 2017 |
| 48 | L'Attacco dell'Armata di Belve di Gourai 「豪雷巨烈軍団の挑戦」 - Gōraikyoretsu gundan no chōsen                                     | 12 marzo 1976     | 29 giugno 2017 |
| 49 | L'Ultima Mossa di Barao 「バラオ最後の賭け」 - Barao saigonokake                                                                     | 19 marzo 1976     | 29 giugno 2017 |
| 50 | Risplendi! L'Invincibile Raideen 「輝け!不死身のライディーン」 - Kagayake! Fujimi no raidīn                                          | 26 marzo 1976     | 29 giugno 2017 |

## Edizione italiana
La serie è stata pubblicata il 29 giugno 2017 in due box da 5 DVD ciascuno.
L'edizione italiana contiene due doppiaggi realizzati appositamente per l'uscita in DVD. Il primo utilizza nomi dei colpi e delle armi fedeli all'edizione originale. Il secondo doppiaggio utilizza invece dei nomi italianizzati.
Per l'edizione italiana è stata realizzata una sigla intitolata Il prode Raideen, con musica di Davide Severi, parole di Giorgio Bassanelli Bisbal e supervisione generale di Francesco Di Sanzo sotto il nome di In The Attic, canta Paolo Motta.
Anche i Fratelli Balestra, già nel 2015, avevano inciso una versione della sigla dal titolo Raydeen, scritta da Claudio e Mauro Balestra, ma questa versione non fu utilizzata.
La serie è stata proposta anche in tv su Man-Ga dal 18 marzo 2020.

## Curiosità
La serie è ricordata per aver introdotto nel genere il primo robot di origini mistiche anziché scientifiche e la consuetudine del colpo finale assestato ai nemici a fine episodio, nonché per presentare il primo mecha dell'animazione giapponese dotato di "bocca" e "naso" e quindi capace di espressioni facciali umanoidi (essendo l'unico precedente Astroganga non un mecha pilotato, bensì un essere metallico senziente).
È anche la prima serie robotica ad introdurre la figura dell'antagonista giovane e fascinoso. Il principe Sharkin ricorda e anticipa dal punto di vista estetico il più famoso Char Aznable della serie Mobile Suit Gundam (dello stesso Yoshiuki Tomino).

## Sequel
La serie ha avuto ben due sequel il primo col titolo Chōja Raideen (超者ライディーン; Chōja Raidīn) uscito il 2 ottobre 1996 fino al 25 giugno 1997 con 38 episodi, il secondo col titolo Reideen (ライディーン; Raidīn) uscito il 3 marzo 2007 fino al 1º settembre 2007 con 26 episodi. Queste due serie sono ancora inedite in Italia.